# Юссеф, Медхат
Медхат Юссеф Мохамед (араб. مدحت يوسف محمد‎, 5 января 1927, Каир, Египет — 23 ноября 2001, Эль-Гиза, Египет) — египетский баскетболист. Участник летних Олимпийских игр 1948 и 1952 годов, чемпион Европы 1949 года.

## Биография
Медхат Юссеф родился 5 января 1927 года в египетском городе Каир.
Играл в баскетбол за ИММА из Каира.
В 1948 году вошёл в состав сборной Египта по баскетболу на летних Олимпийских играх в Лондоне, занявшей 17-е место. Провёл 7 матчей, набрал (по имеющимся данным) 9 очков (7 — в матче со сборной Италии, 2 — с США).
В 1949 году стал победителем чемпионата Европы в Каире.
В 1952 году вошёл в состав сборной Египта по баскетболу на летних Олимпийских играх в Хельсинки, занявшей 12-е место. Провёл 6 матчей, набрал 79 очков (28 в матче со сборной Италии, 17 — с Францией, 15 — с Кубой, 9 — с Канадой, 6 — с Чили, 4 — с Турцией).
В 1988 году был назначен президентом Федерации баскетбола Египта.
Умер 23 ноября 2001 года в египетском городе Эль-Гиза.